# タスクオーナ
タスクオーナは、日本の漫画家、イラストレーター。

## 作品リスト

### 漫画作品
- 『神太刀女』メディアファクトリー〈MFコミックス アライブシリーズ〉既刊9巻（原作：為我井徹、『月刊コミックアライブ』2007年6月号 - 2011年11月号） - 未完。
- 『氷菓』KADOKAWA（旧・角川書店）〈角川コミックス・エース〉既刊16巻（原作：米澤穂信、キャラクター原案：西屋太志、『月刊少年エース』2012年3月号 - 連載中）
- 『Fate/stay night [Heaven's Feel]』KADOKAWA〈角川コミックス・エース〉既刊11巻（原作：TYPE-MOON、『ヤングエース』2015年6月号 - 連載中）

### イラスト
- 日本上空いらっしゃいませ（HJ文庫、著：佐々原史緒、2007年）挿絵

### その他
- フェイト/タイガーころしあむ（ゲーム、2006年）一部シナリオ担当
- Fate/Grand Order（ゲーム、2015年）一部キャラクターデザイン担当